# 조선민주주의인민공화국의 환경

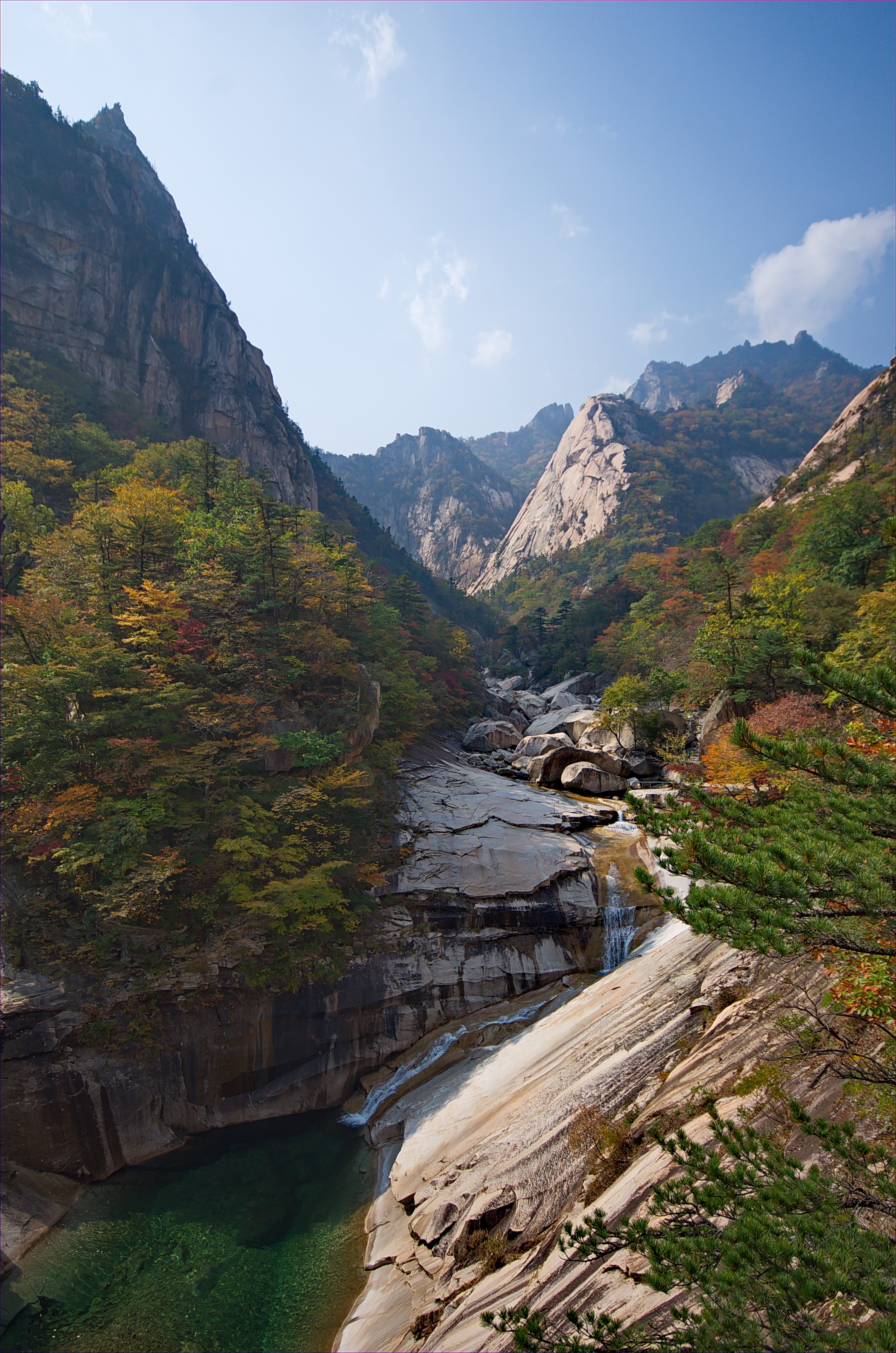
금강산

북한의 환경은 민주주의인민공화국이 통제하는 한반도 일부의 다양한 생태계로 구성되어 있다. 여기에는 고산, 삼림, 농지, 담수, 해양 생태계가 포함된다.
1980년대 이후 환경은 '위기', '대재앙', '붕괴' 상태에 있다고 보고되었다. 오염과 삼림 벌채가 주요한 문제다. 그러나 일각은 이에 대해 이의를 제기했다. 또한, 북한은 문제를 완화하기 위한 몇 가지 환경 프로그램을 가지고 있다.

## 개요
북한의 80% 이상은 산간 지역으로 주로 동쪽과 서쪽 해안 지역에 국한되어 있다. 2003년 유엔 환경 프로그램 보고서에 따르면 산림은 국가의 70% 이상을 차지하고 있으며 대부분 가파른 경사면에 있는 것으로 보고되었다. 그러나 다른 연구에서는 삼림 벌채 로 인해 산림 면적이 약 50%에 불과하다고 보고했다. 이외에도 9개의 강과 수많은 작은 수로가 있다. 환경은 고산, 산림, 농지, 담수 및 해양 생태계 로 구성되어 있다.
지질 학적 역사로 인해 이 나라는 아열대, 온대 및 한대에서 다양한 식생을 가지고 있으며 해양 및 대륙 기후의 결합 효과로 인해 공존 할 수 있다. 기후는 뚜렷한 계절적 변화를 보이며 여름은 따뜻하고 겨울에는 눈이 내린다.

## 생물다양성
2003년에 북한의 동식물 종은 "풍부하다"고 보고되었다. 고등 식물 종의 4%가 멸종 위기에 처하거나 취약하거나 희귀하거나 쇠퇴하고 있는 것으로 보고되었다. 척추동물 종의 11%가 심각한 멸종 위기에 놓이거나 멸종 위기에 처해있거나 희귀한 것으로 보고되었다.
2013년에 방문 과학자 대표단은 주요 환경 파괴를 보고했다. 그들은 야생 동물의 부재를 묘사하면서 "풍경은 기본적으로 죽었다"고 말했다. 이 상황은 "나라 전체를 불안정하게 만들 정도로 심각하다"고 묘사되었다.
그러나 뉴질랜드 Pukorokoro Miranda Naturalists' Trust 의 조류 관찰자 집단은 2016년 평안 남도 문덕군의 황해 해안을 방문하여 그곳의 갯벌이 새들의 안식처라고 보고했다. 인근 중국 및 한국에 비해 개발이 상대적으로 부족하여 동아시아-호주 이동 경로를 따라 이동하는 멸종 위기에 처한 동부 마도요, 유라시아 마도요, 바꼬리도리 와 같은  여러 국제적으로 중요한 새들에게 피난처가 되었다.

### 식물상
북한의 식물상은 북반구의 다른 지역과 공통점이 많다. 총 2898종이 기록되었으며 그 중 14%가 고유종이다. 그 중 4종은 위협받는 것으로 분류된다.
저지대의 토종 식물 군집은 경작과 도시화로 인해 대부분 사라졌다. 토착 침엽수림 군락은 고지대에 있다. 산림 유형은 주로 아한대( 한대 ) 및 한랭온대 산림이다.

## 환경 문제

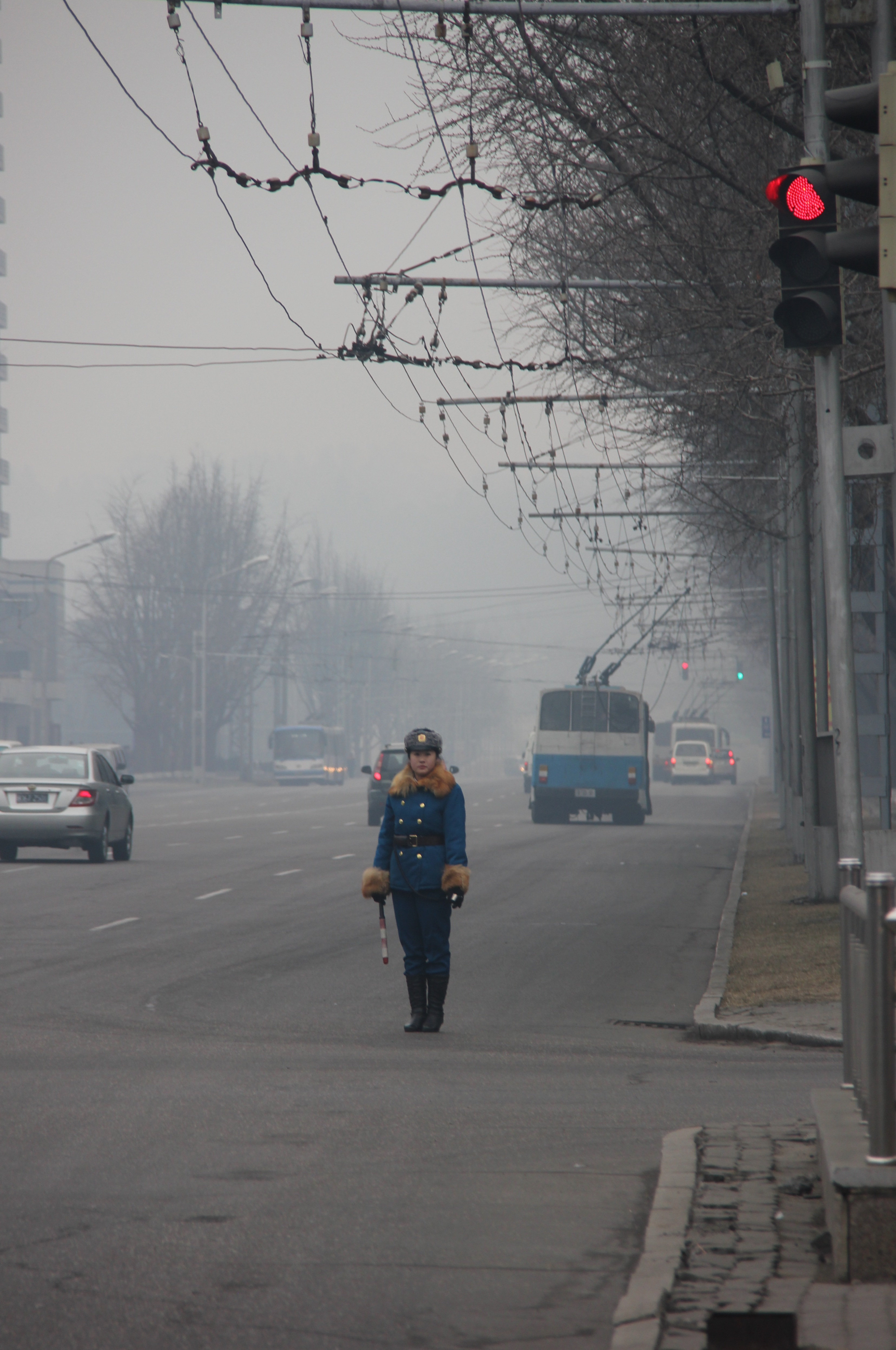
평양의 거리 수준 스모그.

### 오염
2003년에는 주로 석탄 연소로 인한 평양의 대기 오염이 용납할 수 없을 정도라고 보고되었다. 이것은 도시의 높은 대중 교통 이용률로 다소 완화되었다.
2003년에는 환경 보호에 대한 투자 감소와 미처리 하수 및 산업 폐수의 부적절한 배출로 인해 강과 하천의 오염이 "심각"한 것으로 보고되었다. 평양 을 흐르는 대동강의 수질은 서해방공포 건설로 '악화'된 것으로 알려졌다. 2017년에 실시된 조사에 따르면 위생 시설의 93%가 하수도와 연결되지 않은 것으로 나타났다. 오히려 인분은 밭의 비료로 사용되어 장내 기생충을 퍼질 수 있는 잠재적인 건강 위험을 야기했다.

### 삼림 벌채
경작, 벌목, 자연재해가 모두 북한의 산림에 압박을 가하고 있다. 1990년대의 경제 위기 동안 사람들이 땔감과 식량을 제공하기 위해 삼림 지대에 눈을 돌리면서 삼림 벌채가 가속화되었다. 이는 차례로 토양 침식, 토양 고갈 및 홍수 위험 증가로 이어졌다.
2013년 위성 이미지에 따르면 1985년 이후 삼림 덮개의 40%가 손실된 것으로 추정된다. 2003년 유엔 환경 계획( United Nations Environmental Programme )은 고갈 비율이 훨씬 낮다고 보고했다.
2012년부터 산림복원 정책이 시행되고 있는데, 특히 평양과 평안남도의 산비탈을 중심으로 하고 있다. 그러나 삼림 벌채는 외딴 지역에서 계속되는 것으로 보인다. 침식 및 산사태 방지를 위해 15도 이상의 경사면에서 새로운 작물 재배가 금지되었다.
2018년 북한의 산림경관보전성 지수는 평균 8.02/10으로 전 세계 172개국 중 28위를 기록했다. 2019년 북한의 토지를 위성으로 분석한 결과 산림 45%, 농경지 27%, 초원 13%로 나타났다.
최근 몇 년 동안 산림피복은 매년 0.2%씩 증가하여 2019년에는 45%까지 증가하고 있으며 특히 평양을 중심으로 산림이 다시 형성되고 있다.

## 환경 정책
산림 벌채 문제에 대응하여 북한은 나무 심기 프로그램을 시행했다. 2016년 조선중앙통신은 국토환경부 중앙양묘장이 지난 5년간 9000만그루의 묘목을 생산해 전국에 유통했다고 보도했다. 공식 발표는 불법적인 산림 파괴를 "배신"으로 규정하고 가해자를 사형에 처하겠다고 위협했

다. 2017년 김일성종합대학은 산림과학과 신설을 발표했다. 2018년 북한은 남측과 산림협력에 관한 협정을 맺었다.
북한 정부는 지구온난화에 관한 교토의정서 를 비준하고 기후변화 대응을 위한 국제적 노력에 협력하고 있다. 태양광 및 기타 재생 에너지 기술 개발에 투자했다. 2017년 외무부는 미국 정부가 파리협정에서 탈퇴한 것을 규탄했다.
북한은 두루미 보전과 같은 국제적인 환경사업에 참여하고 있다. 2017년 평양은 국제자연보전연맹, 한스 자이델 재단, 동아시아 오스트랄라시아 플라이웨이 파트너십이 참석한 가운데 습지와 펄새 보전에 관한 워크숍을 개최했다.
북한에서 자재 재활용은 항상 관행이었지만 2020년에 새로 제정된 법으로 인해 북한은 훨씬 더 높은 인지도를 갖게 되었고 기관들에게 재활용을 요구했다. 국가 재활용 계획은 특정 재료에 대한 최소 재활용 수량을 규정하고 도, 군, 시 차원에서 요구사항을 두었다. 경제적인 이유들이 이러한 노력의 강력한 원동력이며, 일부 품목의 수입을 줄인다.

## 갤러리

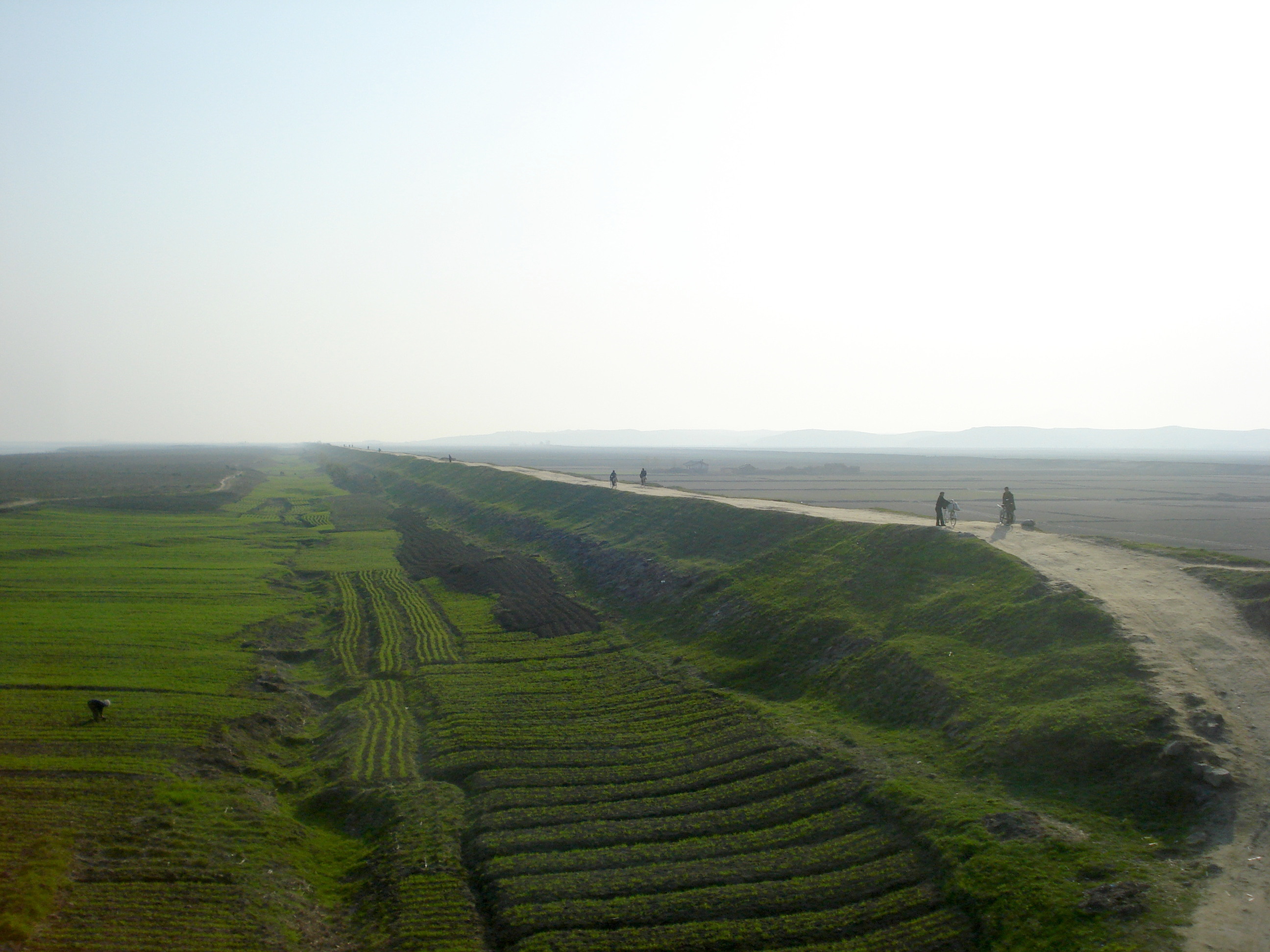
북한의 농경 풍경
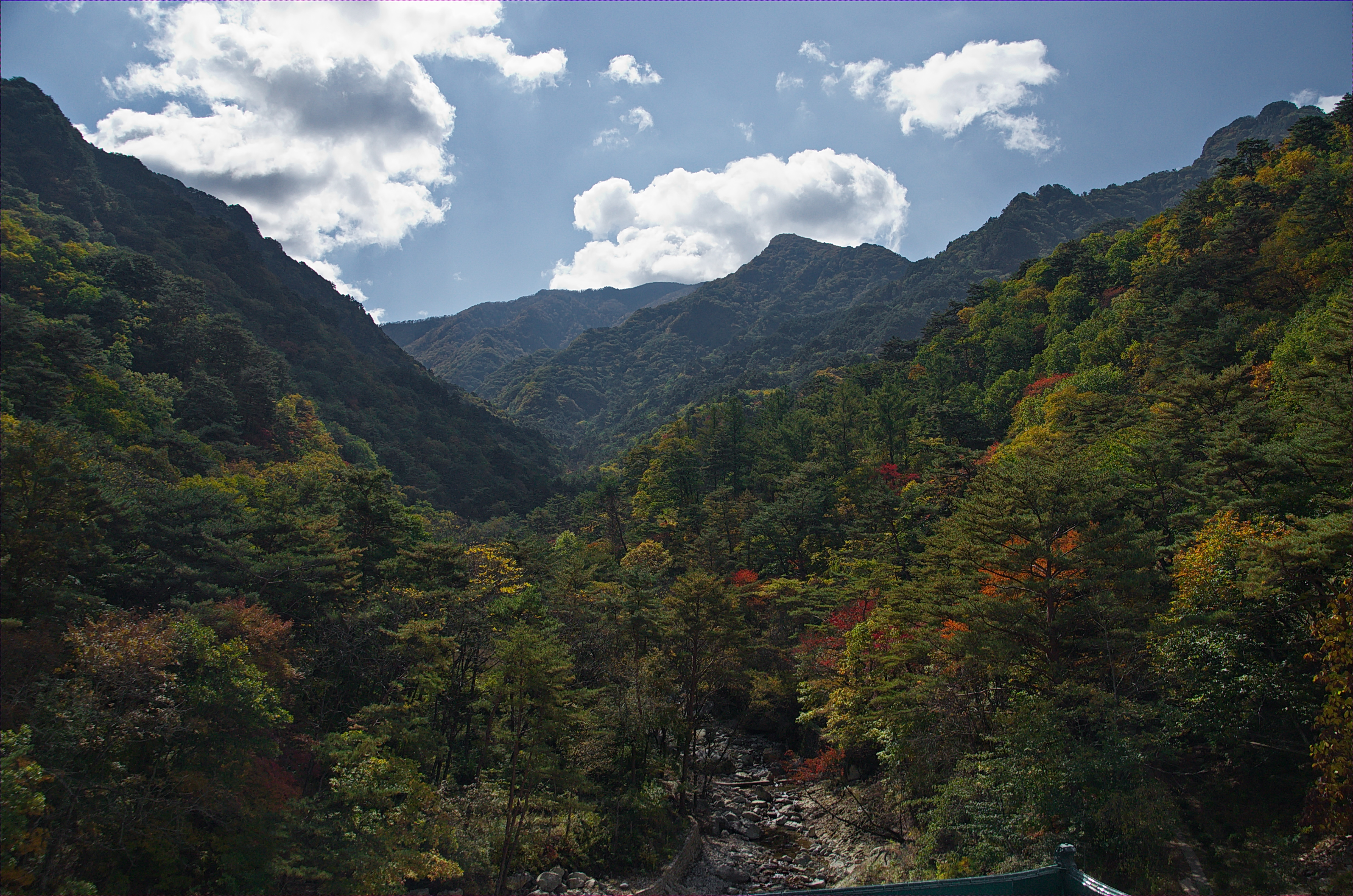
묘향산
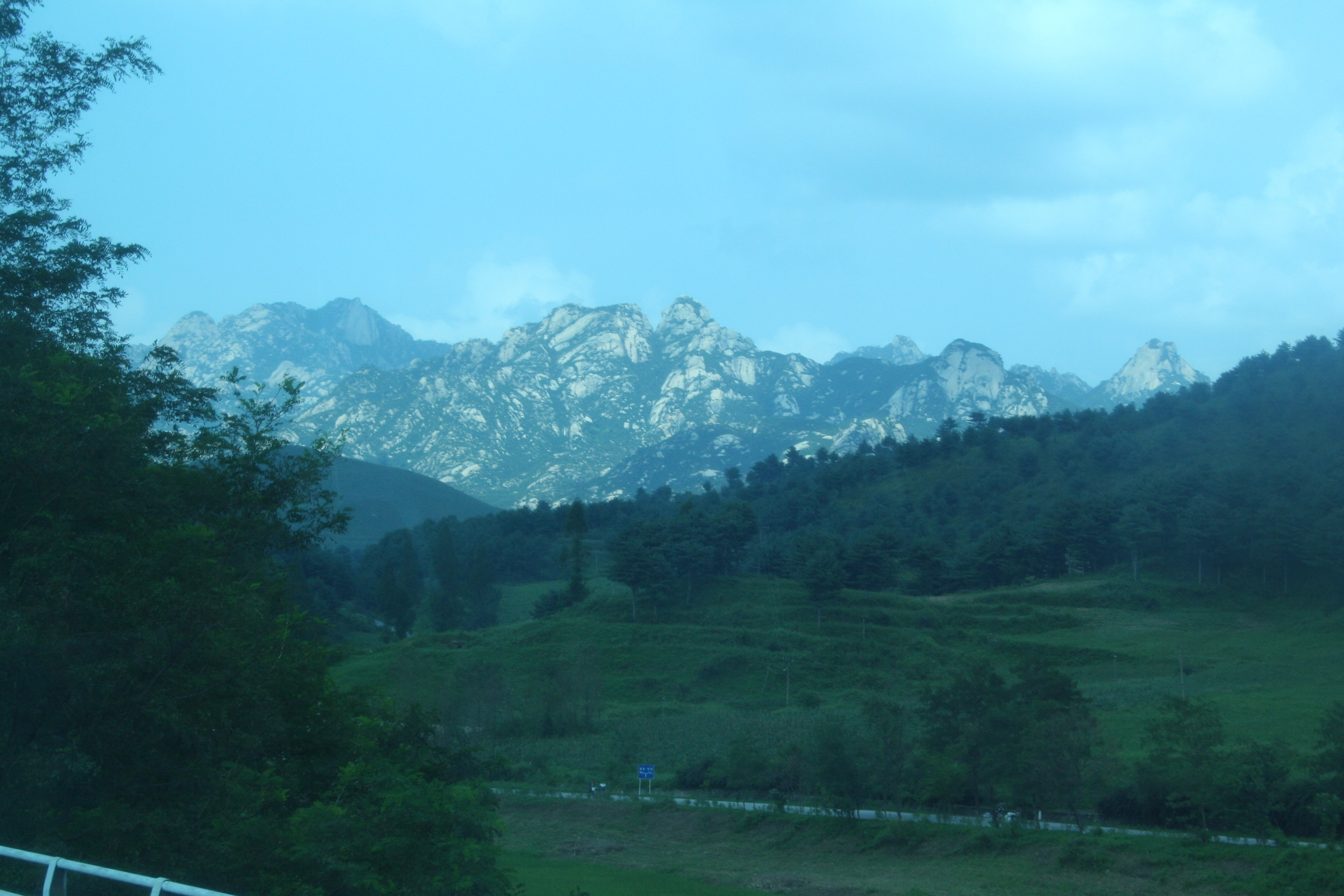
북한 시골
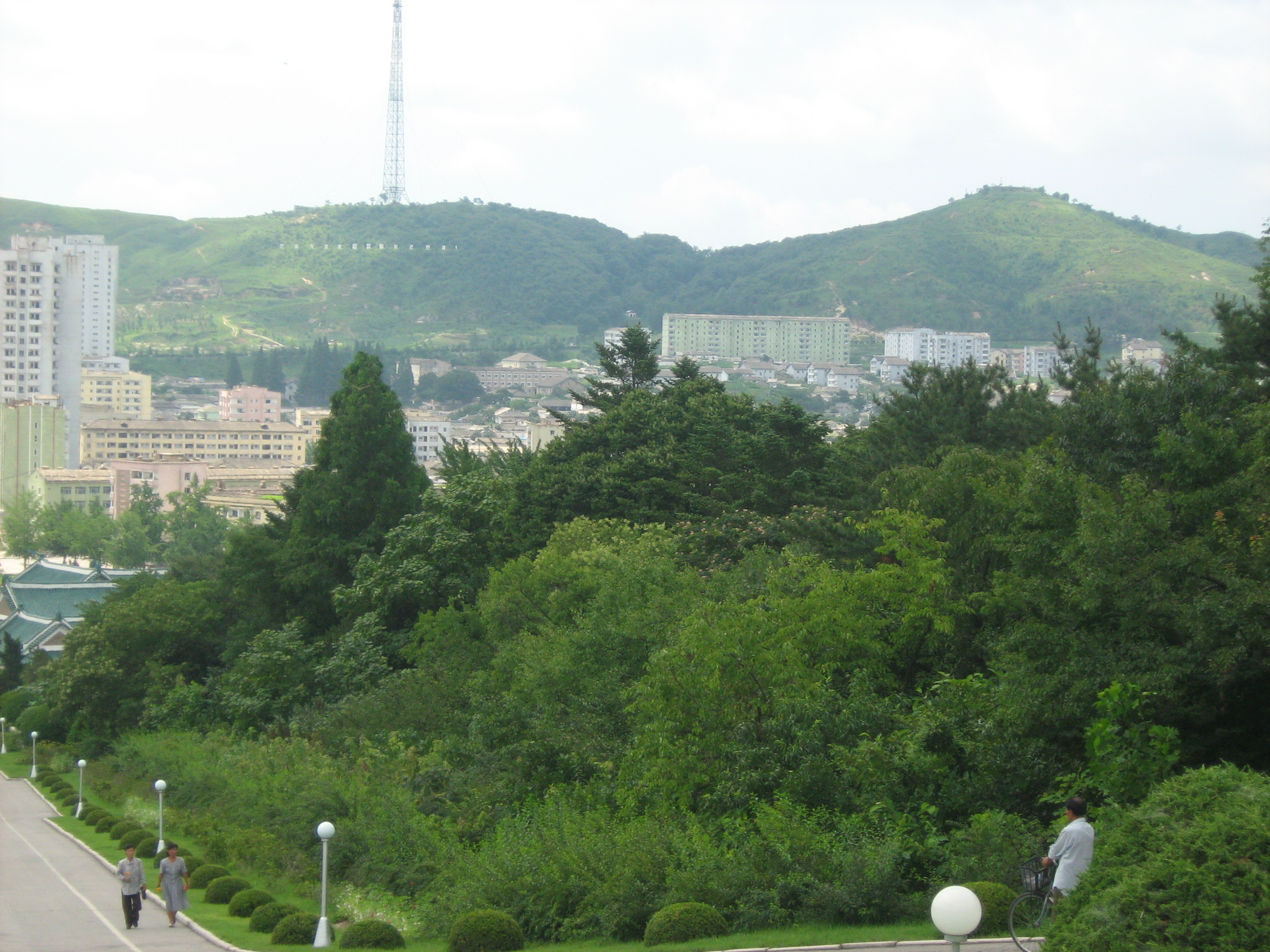
개성 주변의 숲이 우거진 슬로프
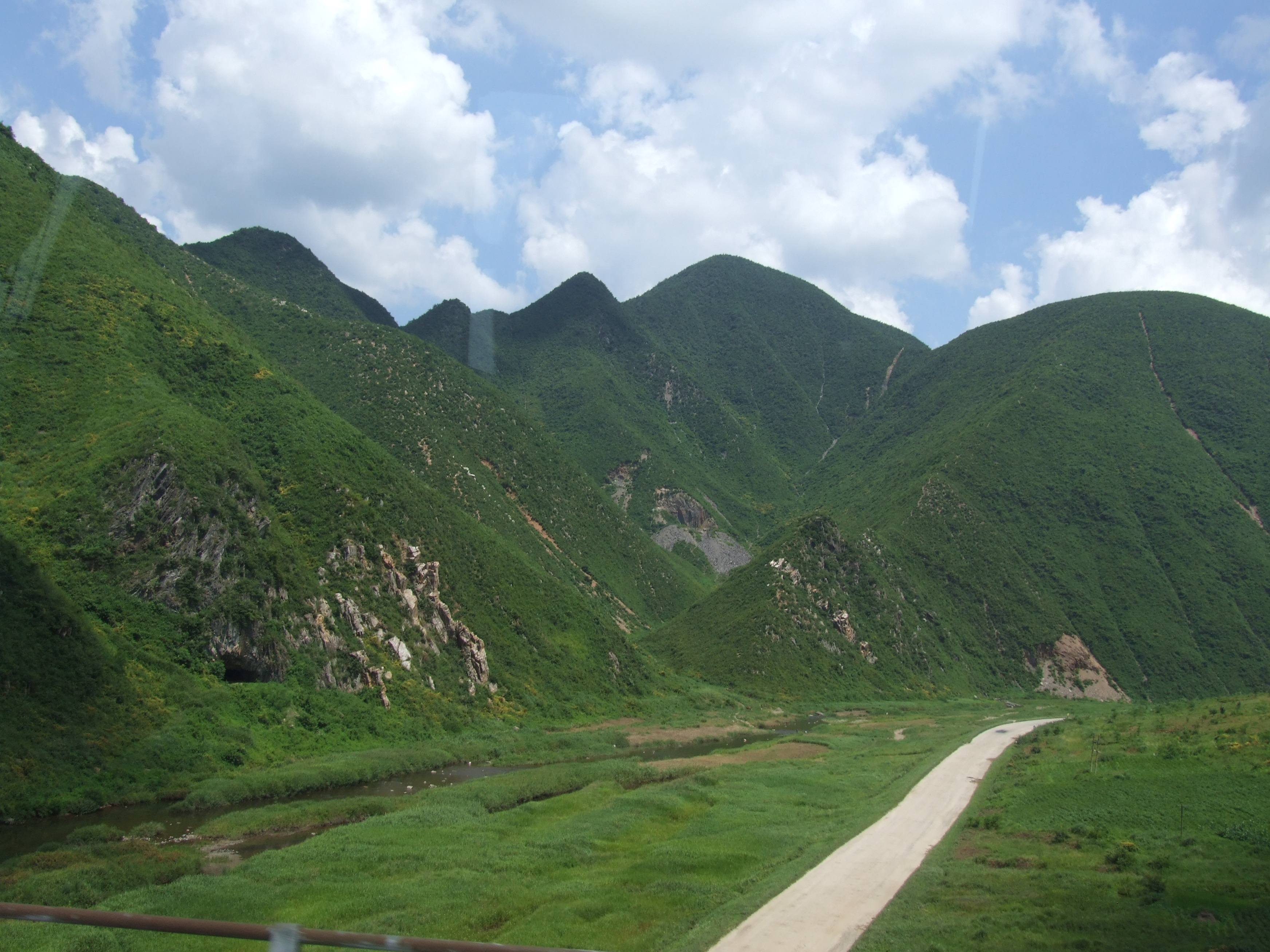
북한의 산
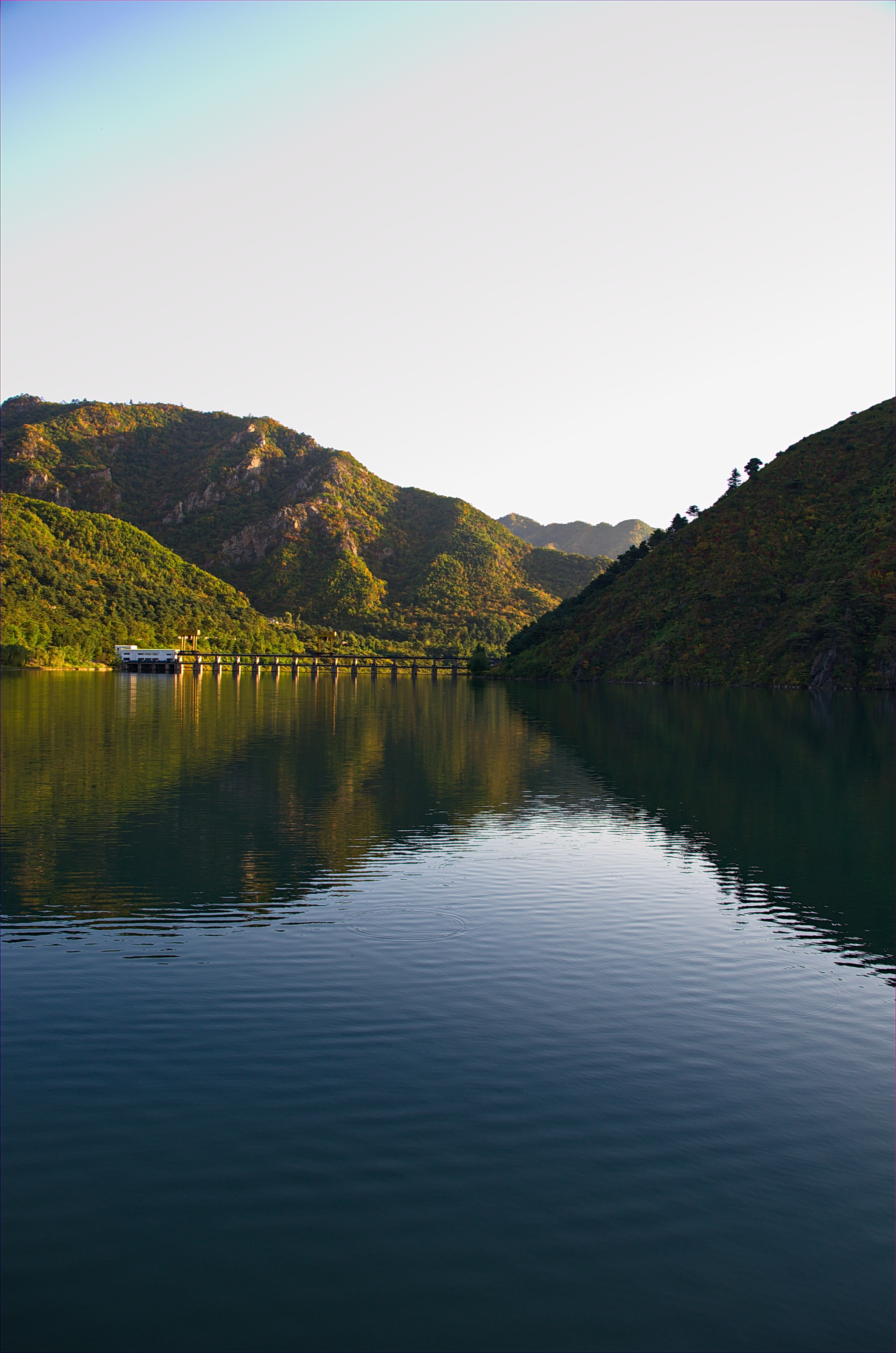
북한의 강
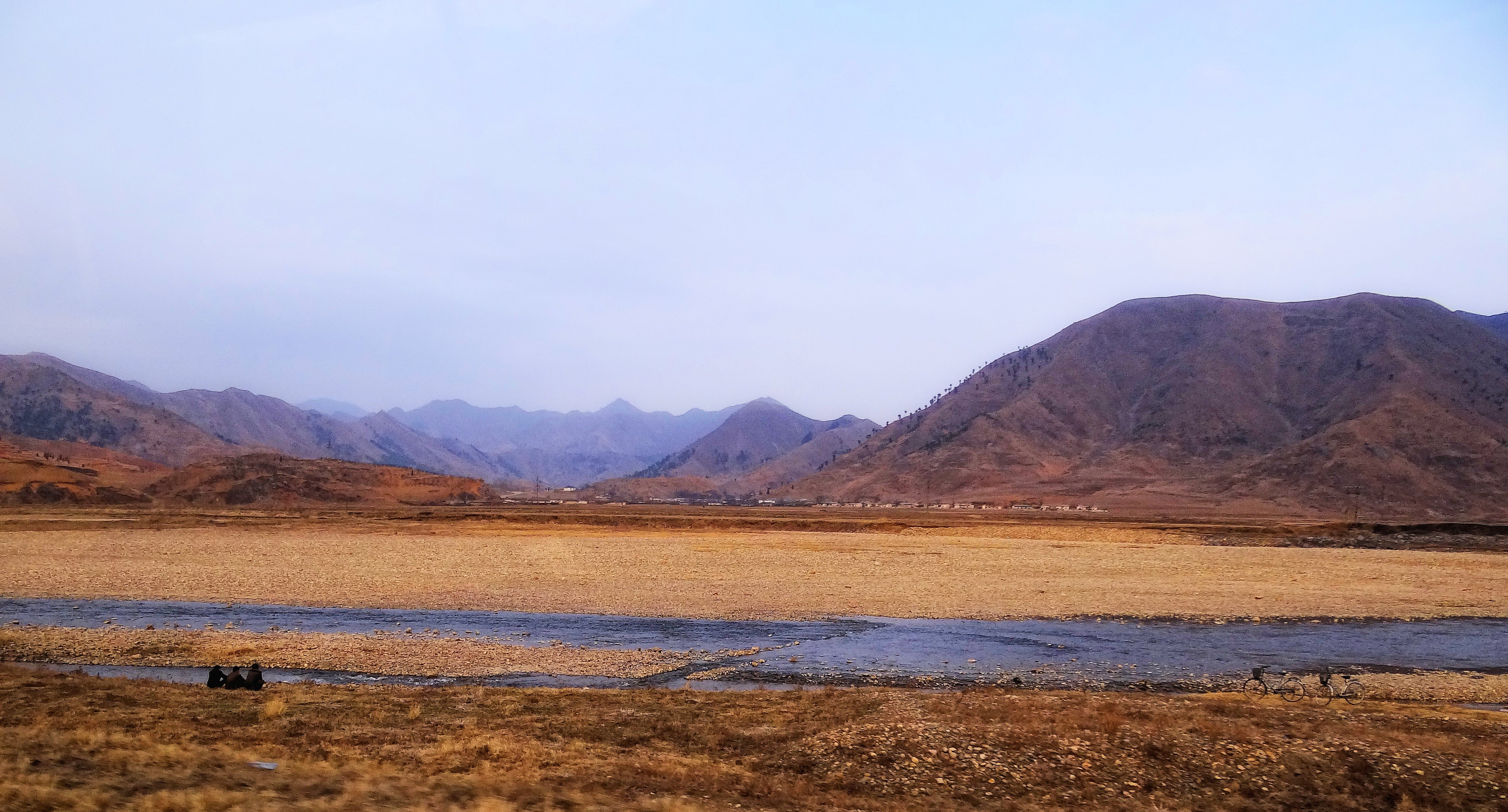
황해도의 풍경
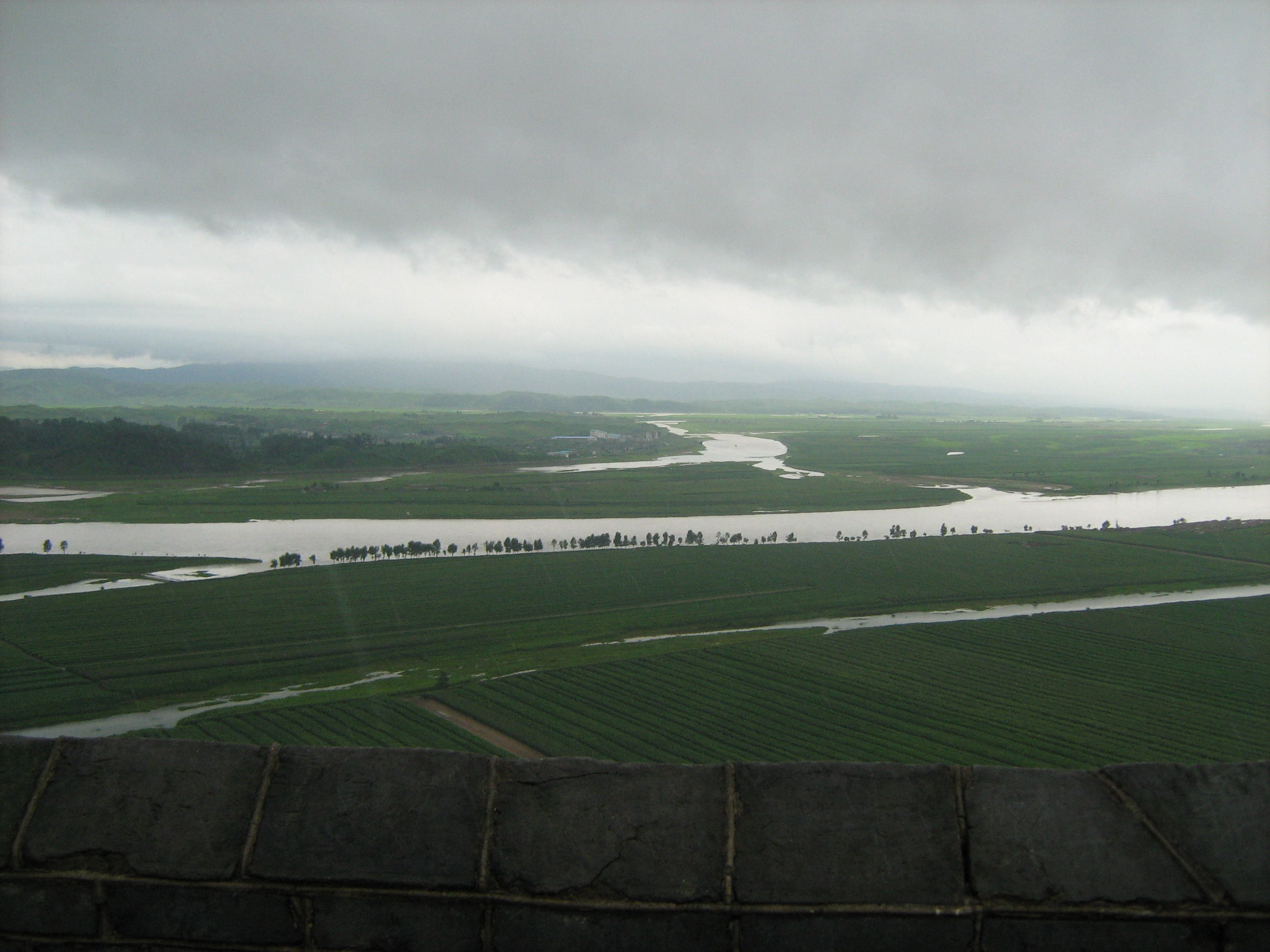
압록강 삼각주
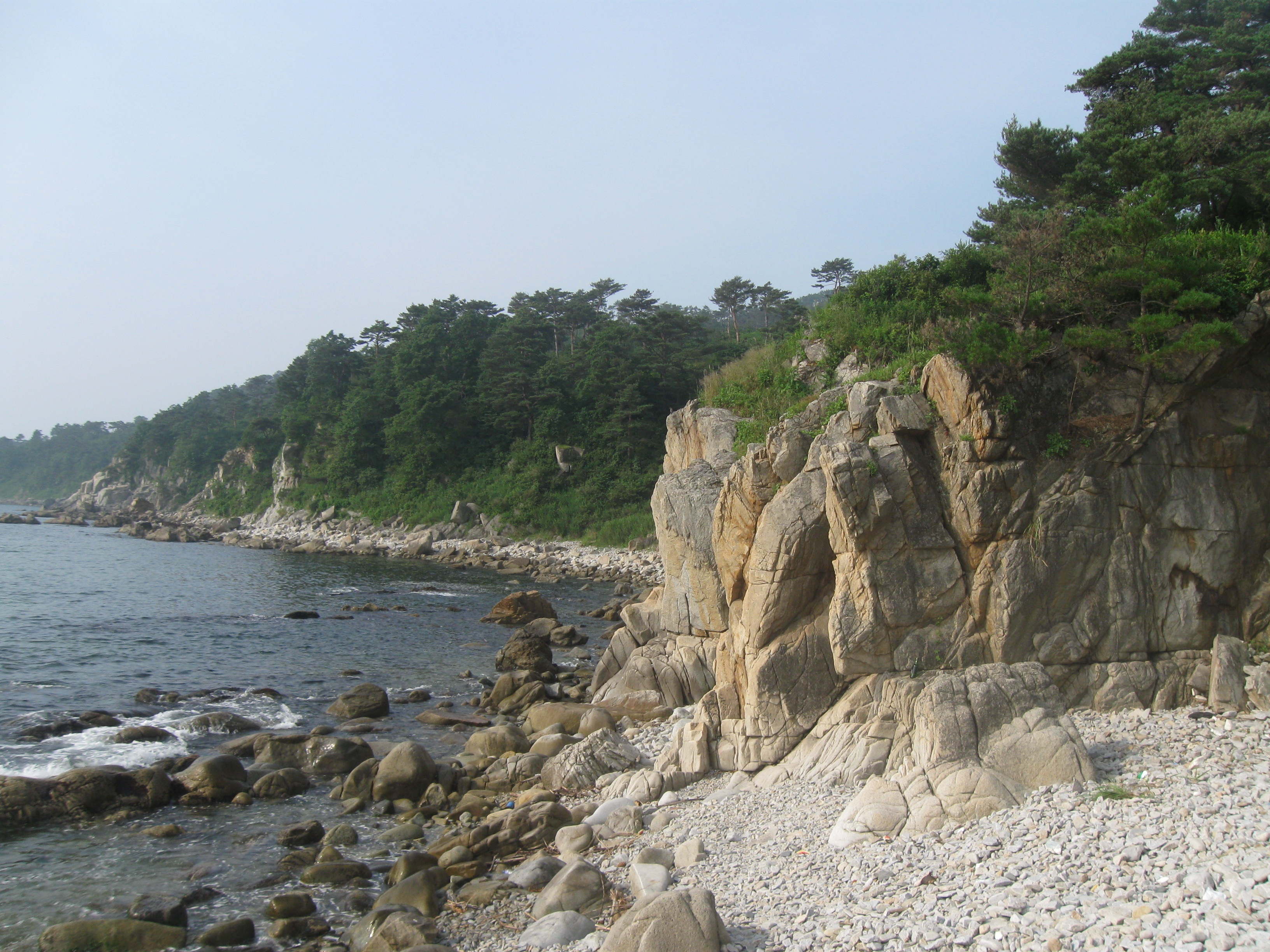
북한 해안선
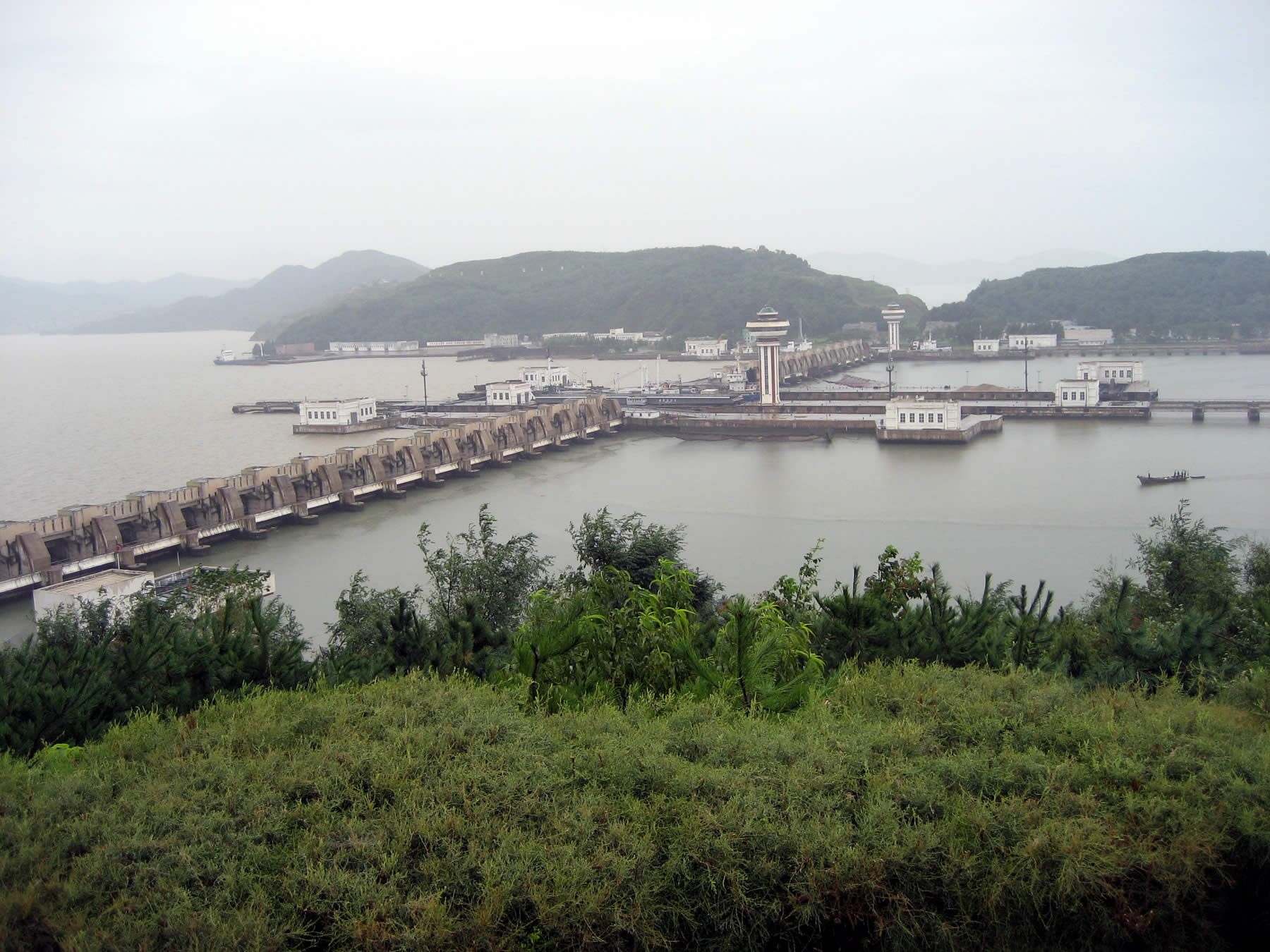
서해 탄막

## 같이 보기
- 조선민주주의인민공화국의 지리